# Janie Guimond
Janie Guimond (ur. 11 kwietnia 1984 w Becancour) – kanadyjska siatkarka grająca jako libero.
Obecnie występuje w drużynie University of Manitoba.